# Davis Doi
Davis Doi est un producteur de cinéma, scénariste et réalisateur américain connu pour de nombreuses séries d'animation et téléfilms, ainsi que pour diverses productions vidéo de Scooby-Doo aux Bisounours. Il a participé à de nombreuses productions originales de Hanna-Barbera et de Cartoon Network .

## Biographie
Il a été assistant d'animation pour les films de Ralph Bakshi , Le Seigneur des anneaux et American Pop . Il a produit la série animée d'Hanna-Barbera SWAT Kats: The Radical Squadron. Il a coproduit avec Larry Houston la deuxième saison de The Real Adventures of Jonny Quest. Son travail comprend également Scooby-Doo sur l'île aux zombies, Les Schtroumpfs et plusieurs autres dessins animés d'Hanna-Barbera.
Doi a reçu trois nominations aux Emmy Awards , une en 1994 pour The Town Santa Forgot et deux en 1998 pour Cow and Chicken et Dexter's Laboratory. Il a également été nommé aux CableACE Awards en 1996 pour The Chicken from Outer Space, un court métrage d'animation avec les personnages principaux de la série Courage the Cowardly Dog. 

## Filmographie
Comme réalisateur
- 2005 : Dinotopia : À la recherche de la roche solaire (Dinotopia: Quest for the Ruby Sunstone)